# Hemslöjd
Hemslöjd är en hantverksmässig tillverkning av bruks- eller prydnadsföremål för eget behov eller till försäljning. Ordet är känt i svenska språket sedan 1807. Ursprungligen var det ett samlingsnamn för tillverkning av bruksvaror som kläder, hemtextilier, husgeråd, möbler, arbets- och transportredskap, på landsbygden utförd i hemmet för eget behov, till skillnad från avsaluslöjd.
Avsaluslöjd var fram till industrialismens genombrott viktigt i många trakter, och redan under medeltiden förekom en omfattande försäljning av slöjdvaror.

## Danmark

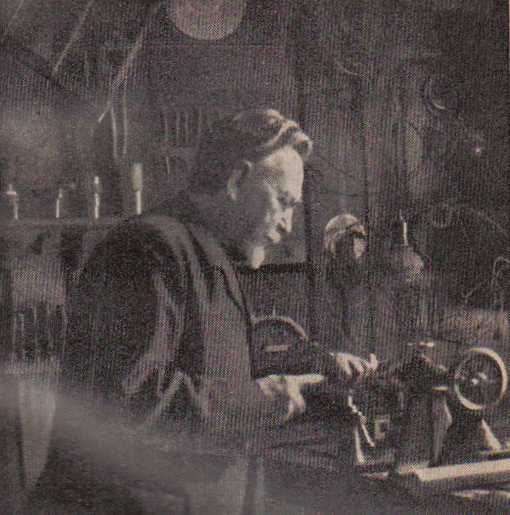
N. C. Rom (1839–1919)

Efter 1864 gick en nationell våg genom Europa. Här blev allmogekulturen en viktig del, och i Danmark blev läraren Niels Christian Rom en betydelsefull person inom hemslöjdsrörelsen (husflid). Tillsammans med A. Clauson-Kaas grundade han 1863 Dansk Husflidsselskab. N.C. Rom var dess ordförande från 1899.

## Norge
Begreppet husflid är sammansatt av orden för hus och det lågtyska ordet flid (flitig). I Norge är det känt från tidigt 1800-tal. Biskop Jacob Neumann använder begreppet i sin redogörelse för Asker prestegjeld år 1817. Ursprungligen var kunskap i hemslöjd en hjälp till självhjälp och för många ett alternativ till fattighjälp.
I modernt språkbruk räknar man i Norge Henrik Wergeland som upphovsman till uttrycket. Eilert Sundt använder begreppet för att beteckna ett arbete som utförs utanför ordinarie arbete och som sysselsätter alla i familjen, till skillnad från maskinell tillverkning och hantverk som huvudsysselsättning. Han är dock inte helt säker på hur begreppet skall definieras, utan skriver att det "är något osäkert och svävande". ("...er noget Usikkert og Svævende i Husflidens Navn og Begreb"). Sundts bok gav upphov till dagens hemslöjdsrörelse, den norska hemslöjdsföreningen Den norske husflidforening grundades 1891.  Syftet är att utbilda människor i handarbete och hemslöjd och att skapa förutsättningar för försäljning.

## Sverige

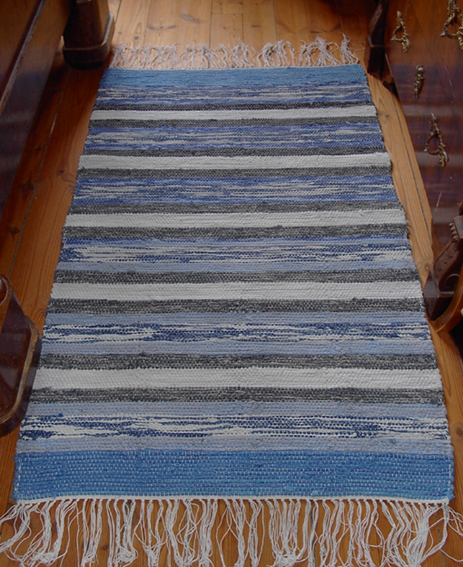
En trasmatta är en vanlig svensk hemslöjdsprodukt.

Rötterna till den svenska hemslöjden finns i den svenska allmogekulturen där den också hämtar inspiration. Slöjdade föremål är präglade av handens arbete och kunskap om material och teknik. Inom hemslöjd används traditionellt naturen som materialkälla, men även återbruk är vanligt.

### Historia
Från Sjuhäradsbygden såldes textilier och träslöjd tidigt av gårdfarihandlare, knallar, i hela landet. Ångermanland och Hälsingland var kända för sin linslöjd, som på 1700-talet hade en stark uppgång. I Dalarna utvecklades under 1800-talet slöjden till en viktig binäring. I de olika socknarna specialiserade man sig på olika slöjdgrenar: i Venjan gjordes laggkärl, i Våmhus spånkorgar och hårarbeten, i Mora urverk, från Malung kom skinnarna som sydde pälsar och så vidare. Norra Skånes skogsbygder är kända för sitt smide, sina spånkorgar och träarbeten, så kallad Göingeslöjd..I Göinge i Skåne och angränsande trakter i Småland och Halland, i Bollebygd i Västergötland, Kinda härad i Östergötland, samt i Ovansiljans fögderi såldes laggkärl. Avsalutillverkning av svepkärl förekom i Skåne, Småland och Blekinge, i Marks, Kinds och Bollebygds härader i Västergöltand, i södra och västra Värmland, Ovansiljan samt i vissa socknar i Norrlandslandskapen. Flätade korgar tillverkades i Örkeneds socken i nordöstra Skåne och i Våmhus i Dalarna. I mellersta Skåne och det inre av Småland tillverkades bastrep. Halmbindning har förekommit som avsaluslöjd främst i de gammaldanska landskapen. Smide förekom som binäring i Göinge, Osby och Loshult, i Loshult utvecklades efter hand gelbgjuteriet som en viktigare binäring. I Gnosjöbygden tillverkades ståltryck. I Sjuhäradsbygden blandades lie- och skärtillverkning med klensmide i form av häcklor, kardor, skrubbor, nålar med mera. I Lerbäcks socken i Närke tillverkades nubb och spik samt saxar. Spikskor från Lima socken i Dalarna såldes i Mälarbygden och i Hedemoratrakten var bönderna kända för sitt plogsmide. I Jämtland var Rätan vid Oviken känt för sina bondesmeder och ett annat smidescentrum fanns i Gästrikland. Från Göteryds socken såldes hornskedar. Våmhus socken i Mora blev känd för sina hårarbeten.
Expansionen av saluslöjden vid mitten av 1800-talet krävde större marknader och samhället såg länge hemslöjden som en konkurrent till städernas hantverkare och manufakturer.
Kombinationen av den ekonomiska krisen på 1870-talet och en stark befolkningsökning ledde till slut till stora sysselsättningsproblem och emigration. Då blev synen på avsaluslöjd positivare och för första gången såg samhället att den var en viktig binäring till små jordbruk..
Det var då man från statligt håll började stödja avsaluslöjden som verksamhet. Stödet lämnades från början genom hushållningssällskapen och användes bland annat till främjande av linodling och spånad. Slöjd visades och premierades på de stora lantbruksutställningarna. Man öppnade hemslöjdsmagasin och bildade hemslöjdsföreningar runt om i landet. Ambulerande undervisning i vävning, korgflätning, halmhattstillverkning och smide ordnades. Slöjdskolor inrättades och ur denna verksamhet växte slöjden i skolan fram. Medel ur statens anslag till hemslöjdens främjande gick bland annat till organisationen Handarbetets Vänner, bildad 1874. Än idag ger staten årliga anslag via Kulturdepartementet som via Nämnden för hemslöjdsfrågor fördelas på de hemslöjdskonsulenter som idag arbetar med att sprida och förmedla hemslöjden.
Framåt slutet av 1800-talet började man intressera sig för slöjdens kulturella och kulturhistoriska betydelse snarare än dess ekonomiska. Det gjorde att man lade fokus på hemslöjden i stället för avsaluslöjden, som ofta varit halvmekaniserad och fokuserad på avsalu i städerna.

### Hemslöjdskonsulenter
Hemslöjdskonsulenternas uppgift är att väcka intresset för och förmedla kunskapen om slöjd. De förmedlar kontakt mellan formgivare och slöjdare för att utveckla bra slöjd till försäljning. De utbildar lärare i skolorna så att ungdomarna får arbeta med naturmaterial och traditionella slöjdtekniker. Det egna länets traditioner och behov är grunden i deras arbete och utifrån detta görs utställningar, böcker och undervisningsmaterial.
Det finns minst en hemslöjdskonsulent för varje län/region – Ibland flera, en traditionell uppdelning har varit att ha en konsulent för textil slöjd och en för hård slöjd. I en del län finns det också konsulenter som arbetar speciellt med ungdomar, internationell slöjd eller näringsliv. Fem rikskonsulenter arbetar över hela landet med sameslöjd, barn- och ungdomsverksamhet samt en ambulerande tjänst som bland annat har arbetat med Internationell slöjd, näringsliv och kommunikation.

### Organisation
Hemslöjdsrörelsen kan ses som ett försök att öka hemslöjdens sociala och ekonomiska betydelse för landsbygden, och samtidigt försöka öka den konstnärliga och hantverksmässiga kvaliteten på landsbygdsbefolkningens bruksvaror, samtidigt som man ville bevara slöjd- och folkkonsttraditioner som var på väg att försvinna.
År 1899 bildades den första hemslöjdsföreningen, Svensk Hemslöjd, på initiativ av Lilli Zickerman. Hennes vision var att hemslöjden skulle bli en viktig näringsverksamhet. Slöjdens kunskap skulle bevaras och slöjden skulle anpassas till tiden.
I början av 1900-talet reste många pionjärer runt i landet för att verka för bildandet av hemslöjdsföreningar med försäljningslokaler. Mellan 1904 och 1912 grundades ett tjugotal föreningar, de första var Leksands hemslöjdsförening 1904 och Malmöhus läns hemslöjdsförening 1905. 1912 bildades Svenska Hemslöjdsföreningarnas Riksförbund som skulle vara ett samarbetsorgan mellan hemslöjdsföreningarna i landet och sammanföra landets hemslöjdare och hemslöjdsvänner.